# Бен-Герир
Бен-Герир (араб. بنجرير‎) — город в Марокко, расположен в области Марракеш-Тенсифт-Эль-Хауз.

## История
31 марта 1952 года в Бен-Герире была построена база ВВС США.

## Географическое положение
Центр города располагается на высоте 449 метров над уровнем моря.

## Демография
Население города по годам:
| 1982   | 2004   | 2012   |
| ------ | ------ | ------ |
| 22 354 | 62 872 | 84 290 |